# Kim Tae-hee
Kim Tae Hee (Hangul: 김태희: sinh ngày 29 tháng 3 năm 1980) là một nữ diễn viên và người mẫu nổi tiếng người Hàn Quốc.

## Tiểu sử
Kim Tae-hee sinh ra tại Ulsan, Hàn Quốc. Cha là ông Kim Yoo-moon, chủ tịch Công ty Liên hiệp vận tải Hankook Union Transportation Company được thành lập từ năm 1984. Cha cô từng tham gia vào nhiều tổ chức từ thiện để giúp đỡ các thanh niên có hoàn cảnh khó khăn và các gia đình tan vỡ ở khu vực Ulsan.
Cô có một chị gái là Kim Hee Won và em trai là nam diễn viên Lee Wan. Năm lớp 6 bậc tiểu học tại Hàn Quốc, cô từng làm người mẫu quảng cáo  đồng phục thay cho chị gái. Người chị nhận được lời mời khi đang học trung học nhưng vì ngại ngùng nên đã để em gái thay vào. Cô theo học trường tiểu học Samshin, trường cấp 2 Daehyun (대현중학교) và trường trung học nữ sinh Ulsan. Thời trung học, Kim Tae-hee trở thành người mẫu xuất hiện trên tờ rơi quảng bá cho trường.
Năm 1999, cô theo học ngành Dệt may của Cao đẳng Sinh thái học con người trực thuộc Đại học Quốc gia Seoul và tốt nghiệp năm 2005. Ngoài giờ lên lớp, Kim Tae Hee sinh hoạt trong câu lạc bộ trượt băng và trở thành chủ tịch câu lạc bộ SNU Women's Ski Club của trường.

## Đời tư
Tháng 9 năm 2012, đại diện của Kim Tae-hee xác nhận cô đang hẹn hò với nam ca sĩ, diễn viên Rain. Sau 5 năm hẹn hò, cặp đôi tổ chức kết hôn với đám cưới riêng tư tại nhà thờ Cơ đốc giáo vào ngày 19 tháng 1 năm 2017.
Ngày 23 tháng 5, công ty quản lý của Kim Tae-hee là Lua Entertainment thông báo nữ diễn viên hiện đang mang thai con đầu lòng được 15 tuần. Kim Tae Hee sinh con gái đầu lòng vào ngày 25 tháng 10 năm 2017. Và sinh con gái thứ 2 vào ngày 19 tháng 9 năm 2019.

## Sự nghiệp
Năm 2000, Kim Tae-hee được nhân viên của một công ty quảng cáo phát hiện khi đang đi bộ ở nhà ga tàu điện ngầm Seoul. Từ đó, cô bắt đầu làm người mẫu đóng các quảng cáo thương mại.
Năm 2001, khi đoàn làm phim điện ảnh Last Present cần tìm kiếm nữ diễn viên đóng vai của Lee Young Ae thời trung học thì Kim Tae Hee tham gia thử vai và được chọn. Đạo diễn phim cho biết, ông thấy ở Kim Tae-hee một vẻ thuần khiết như khí trời, giống với biệt danh người đẹp oxi của đàn chị Lee Young-ae.
Năm 2002, cô tham gia bộ phim ngắn Living in New Town và phim sitcom Let's Go. Năm 2003, cô góp mặt trong phim truyền hình Screen và A Problem at My Younger Brother's House. Kim Tae Hee chỉ thực sự được chú ý qua vai phản diện Han Yuri, cô em độc ác, con riêng của mẹ kế của Choi Ji Woo trong bộ phim truyền hình ăn khách Nấc thang lên thiên đường cuối năm 2003 của đài SBS.
Bắt đầu từ năm 2004, Kim Tae-hee được giao vai chính nhiều bộ phim, trong đó có loạt phim của KBS Forbidden Love và phim truyền hình Chuyện tình Harvard của đài SBS.

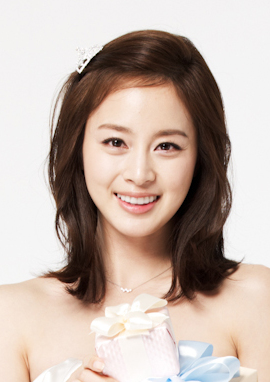
Kim Tae Hee năm 2011

Sau đó cô thử sức trong các phim điện ảnh The Restless (2006) và phim hài lãng mạn Venus and Mars (2007). Tuy nhiên cả hai đều không thành công tại phòng vé. Cô tham gia phim truyền hình về đề tài mật vụ chống tội phạm mang tên Mật danh Iris. Đây là một trong những bộ phim tốn kém nhất trong lịch sử điện ảnh Hàn Quốc và đã thành công với tỷ suất người xem trung bình là 30%. Kim Tae-hee đã rơi nước mắt tại KBS Drama Awards khi cô đạt giải Excellence Award ở hạng mục Miniseries. Đây là giải thưởng diễn xuất đầu tiên của cô, bên cạnh các giải thưởng cho tân binh.
Kim Tae-hee rời công ty quản lý Namoo Actors vào tháng 1 năm 2010 để gia nhập Lua Entertainment, được thành lập bởi anh rể cô. Cùng năm đó, cô tham gia phim điện ảnh về đề tài thể thao đua ngựa Grand Prix.
Cô quay lại màn ảnh nhỏ với vai chính trong phim truyền hình My Princess (2011). Sau đó, cô tham gia bộ phim truyền hình Nhật Bản  99 ngày với ngôi sao (Boku to Star no 99 Nichi), với vai diễn là một ngôi sao của làn sóng Hallyu Hàn Quốc đem lòng yêu một vệ sĩ người Nhật.
Năm 2013, Kim Tae-hee lần đầu đóng phim cổ trang, Tình sử Jang Ok Jung với vai diễn phi tần Hy tần Trương thị và vai vợ của Vương Hy Chi trong bộ phim truyền hình Trung Quốc cùng tên.
Năm 2015, Kim Tae Hee tham gia phim truyền hình của đài SBS Yong Pal với rating trên 20% đóng cùng bạn diễn Joo Won. Tuy còn nhiều lời phê bình về diễn xuất nhưng đó cũng là bộ phim hâm nóng tên tuổi của "Mỹ nhân đẹp nhất Hàn Quốc".

## Quảng cáo
Kim Tae-hee là người đại diện của nhiều thương hiệu nội địa cũng như quốc tế nổi tiếng tại Hàn Quốc như Inisfree, 12Plus Colorista, Cyon, Paris Baguette, LG, iriver, Hera, Ohui, Vivian, Daewoo Matiz, Klasse, Samsung, Beans Avenue, Olympus, My House/Root, Crencia, KT Smard Card, Calli, ZEC, BC Card, Maxwell House, S-Oil, Corn Silk Tae, Toyota, Everon và Prugio.

## Hình ảnh

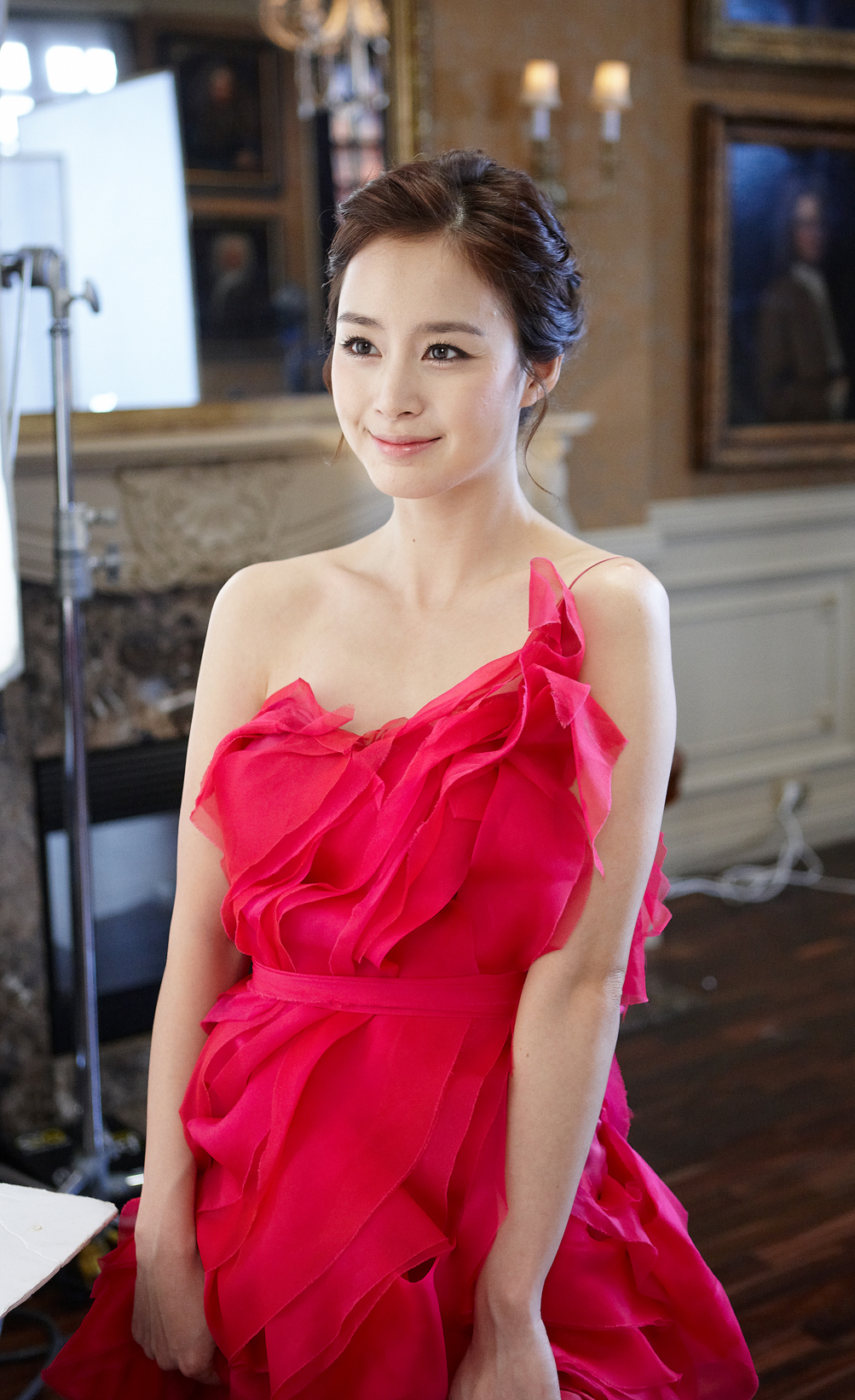
Ảnh quảng cáo cho sản phẩm LG Optimus 3D & LG Cinema 3D
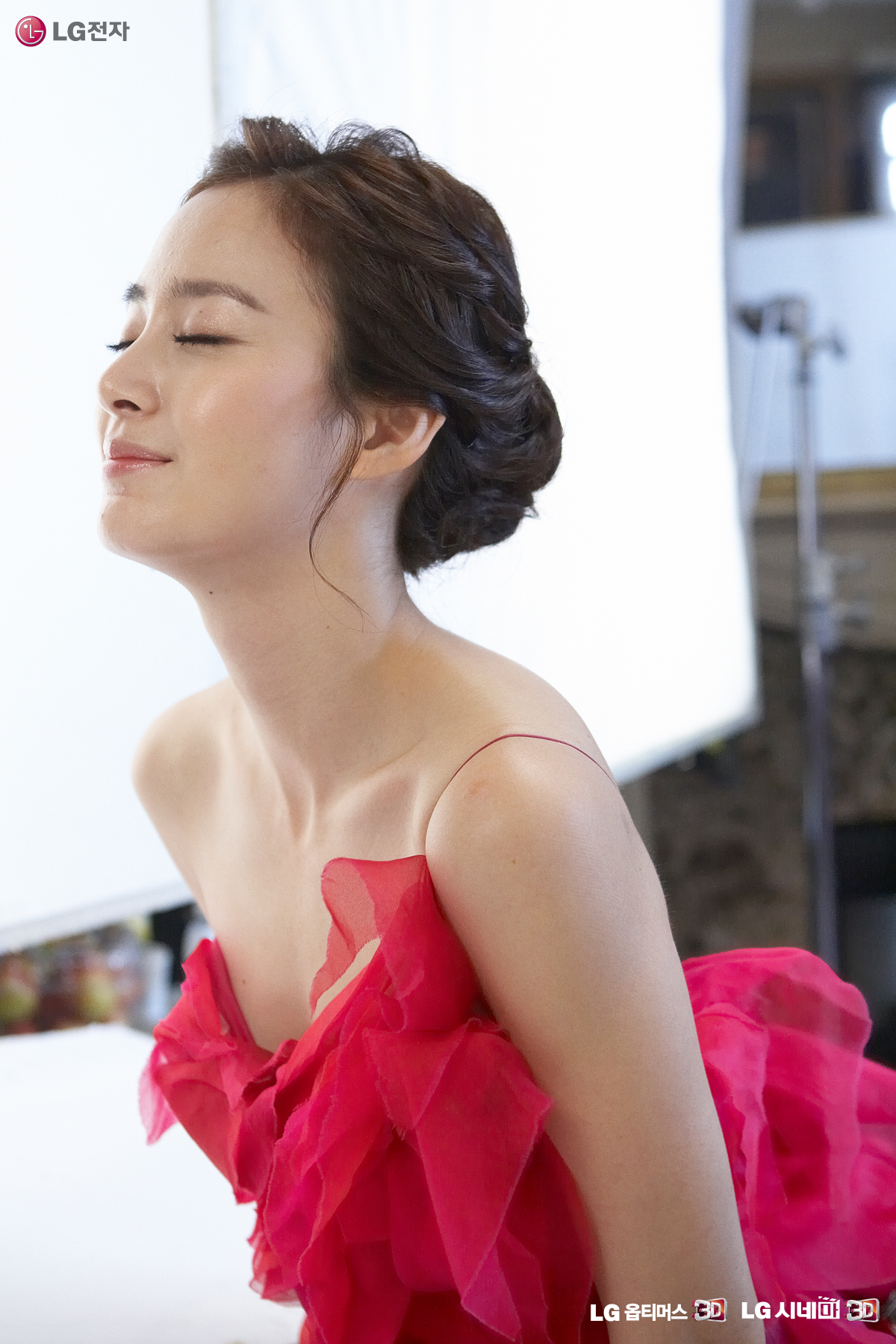
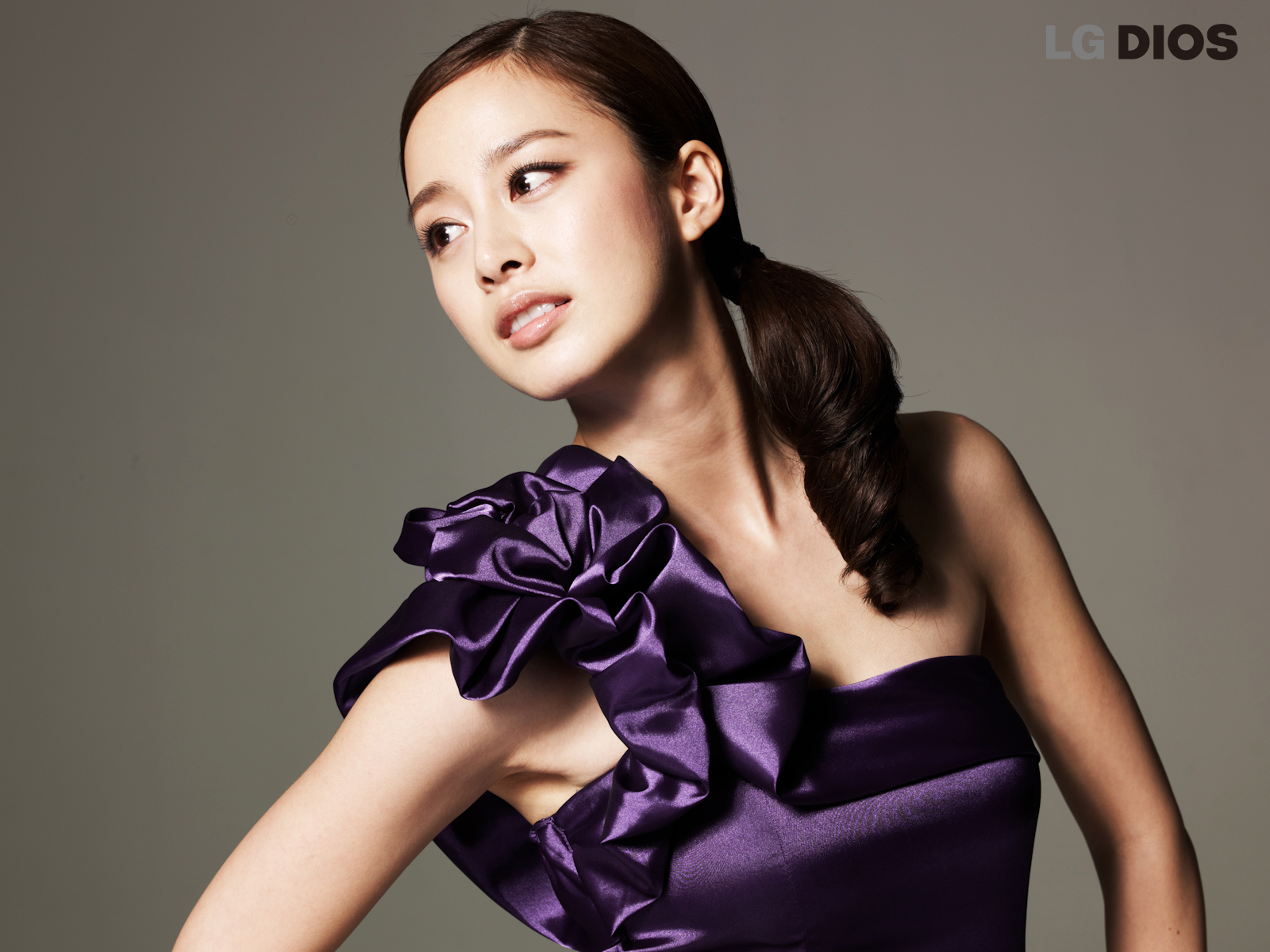
Kim Tae Hee và nam diễn viên Jung Woo-sung quảng cáo sản phẩm tủ lạnh LG DiosKim Tae Hee và nam diễn viên Jung Woo-sung quảng cáo sản phẩm tủ lạnh LG Dios
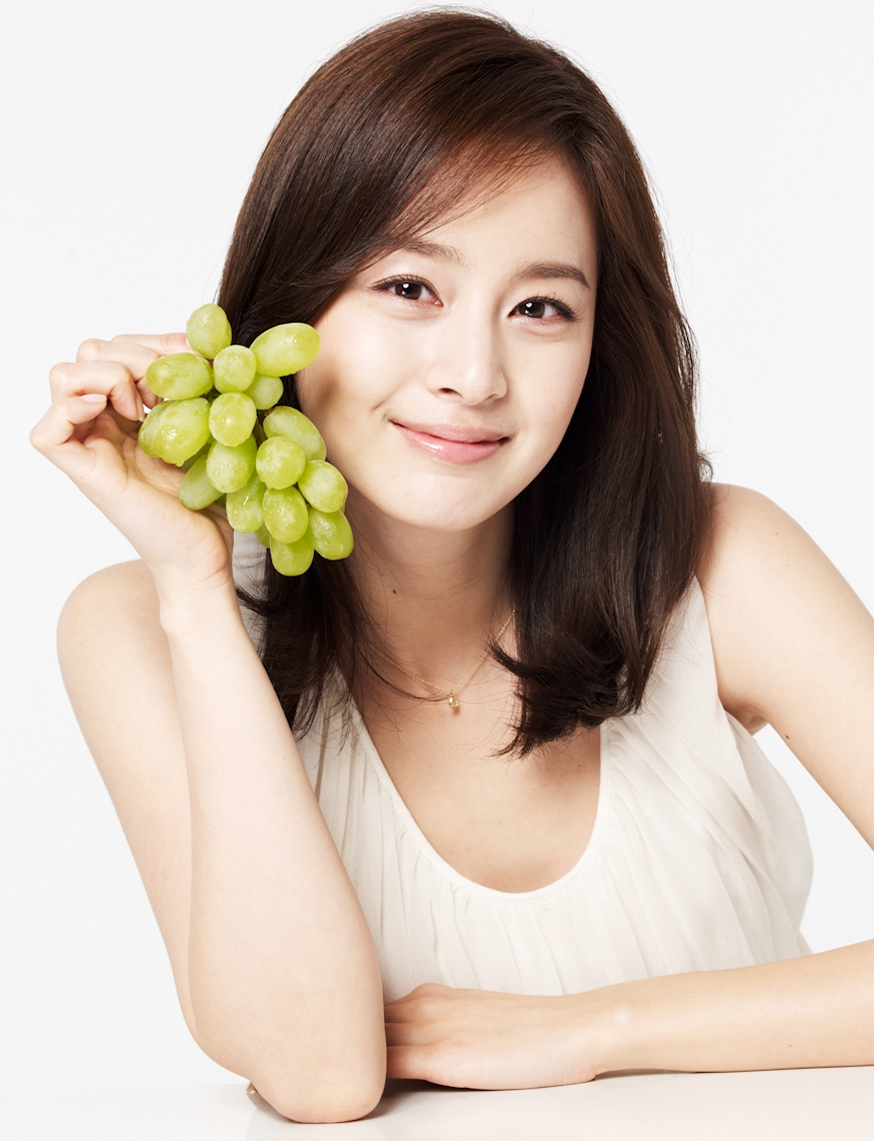
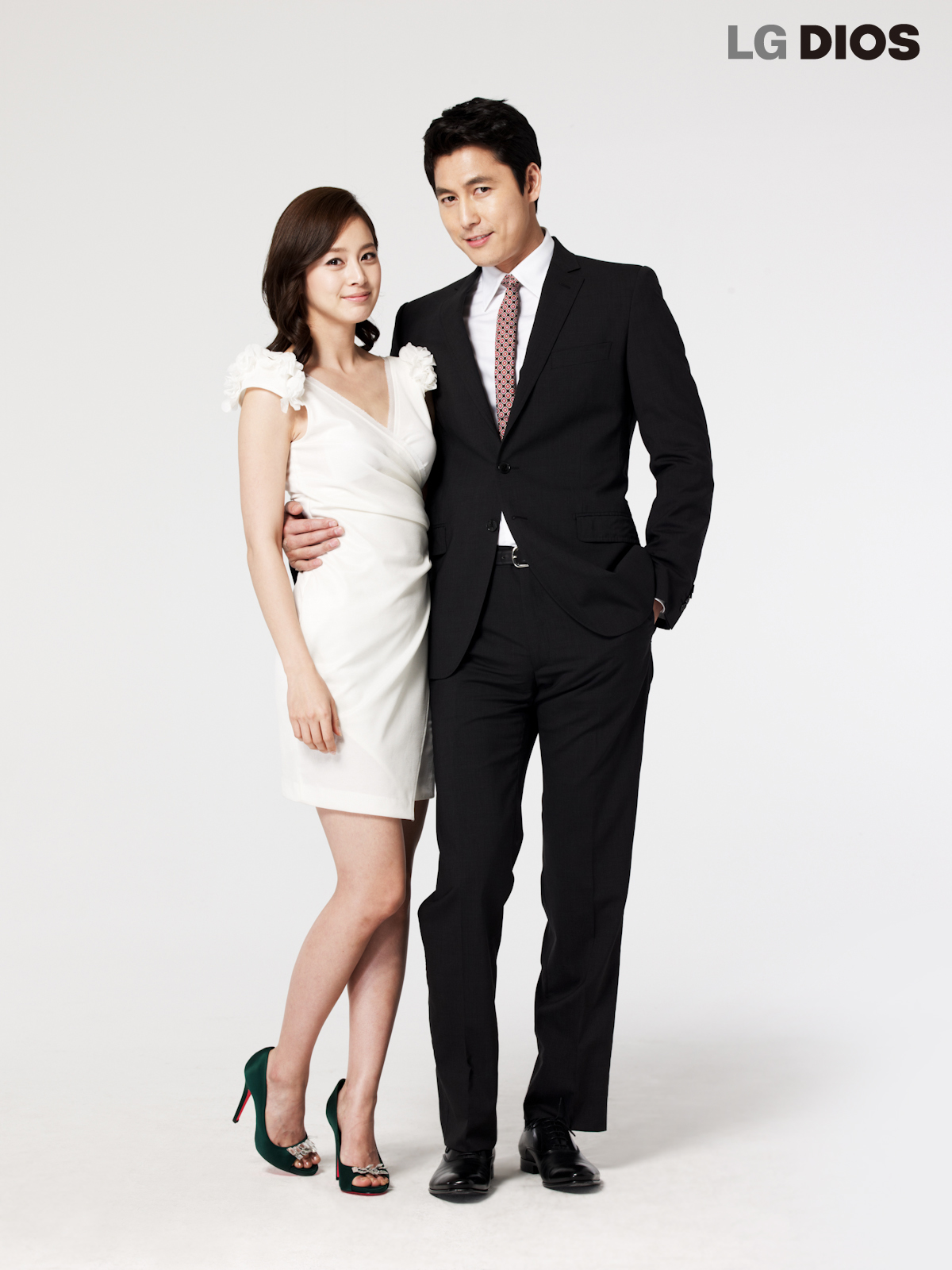
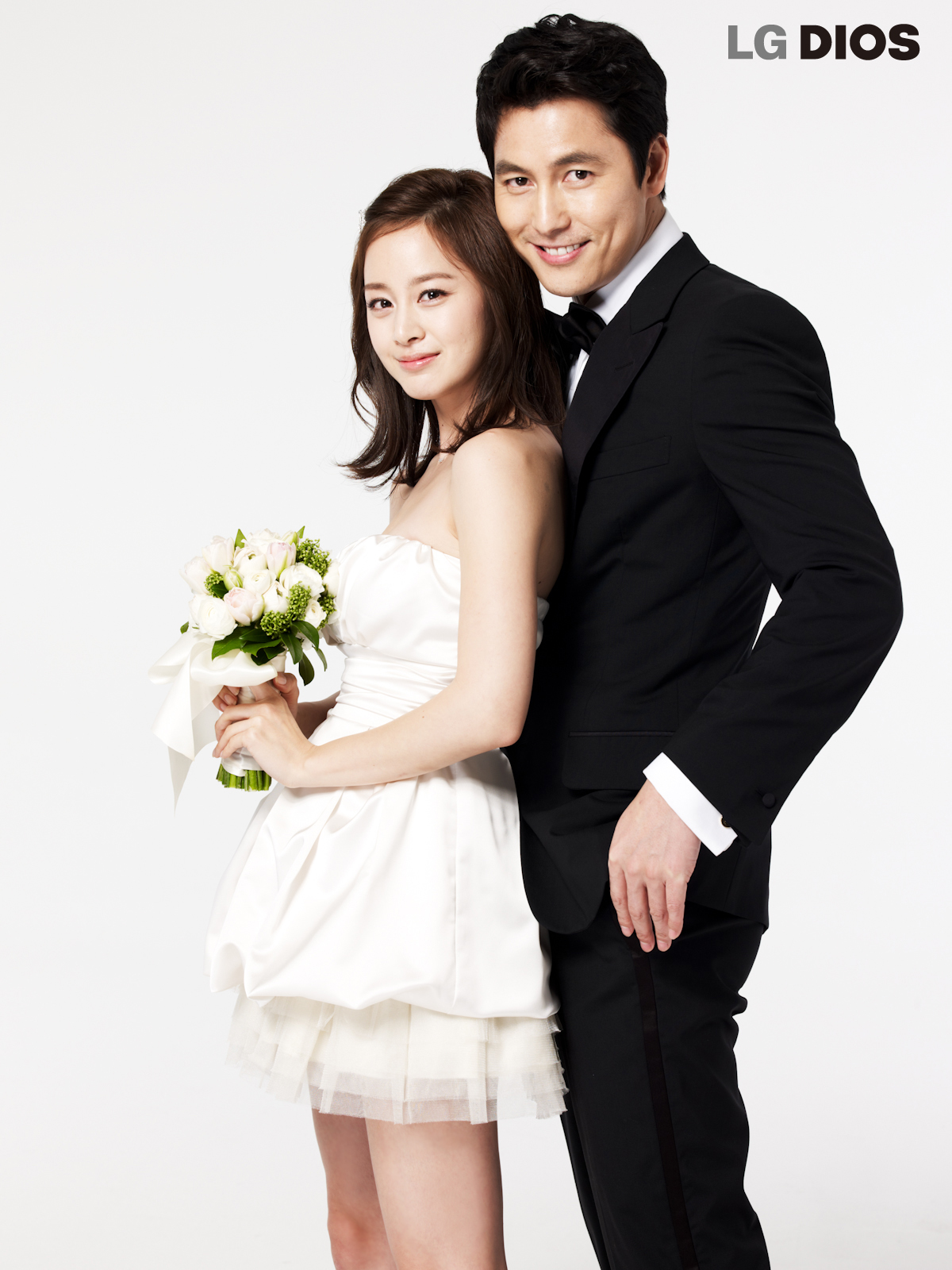
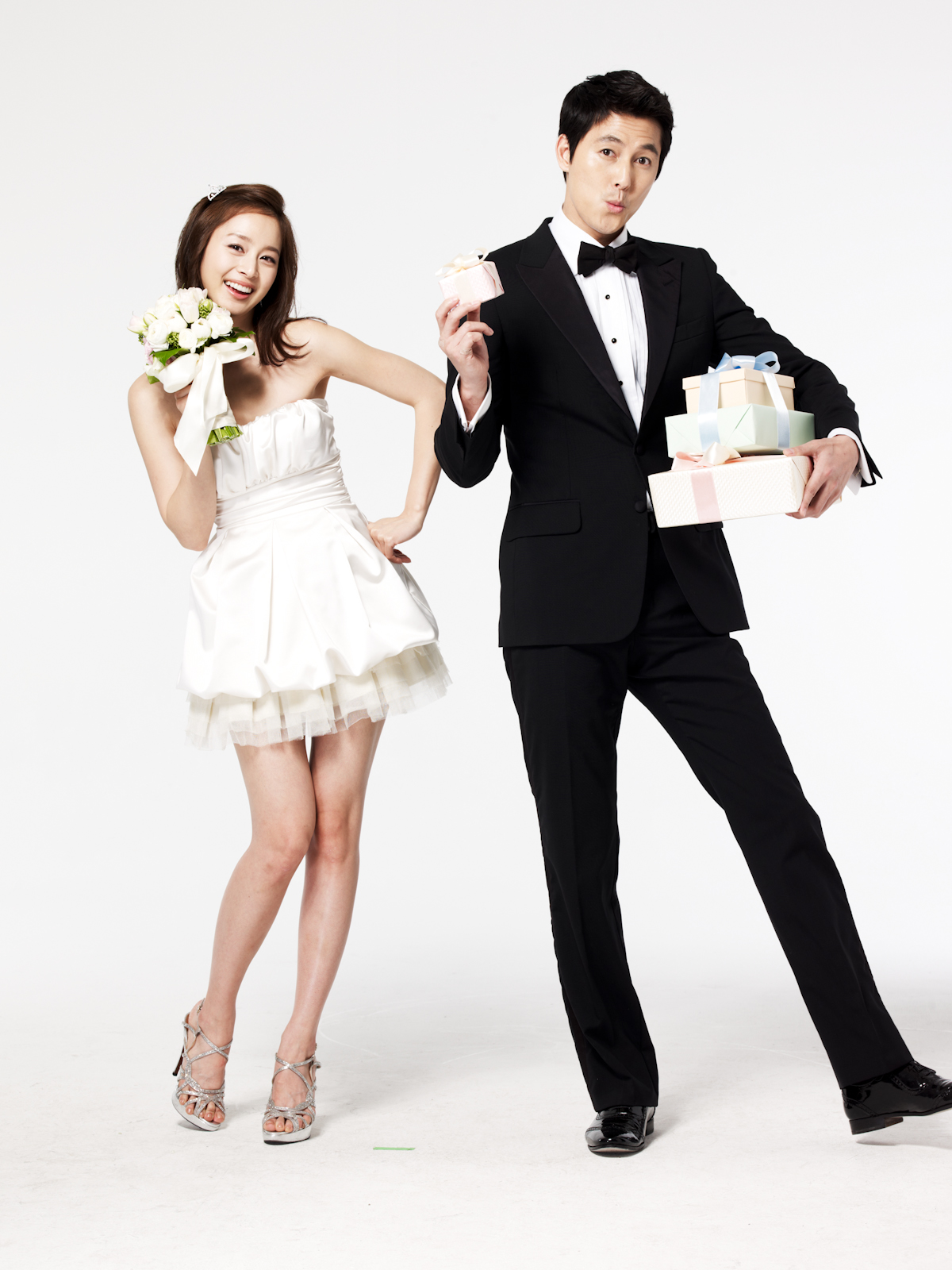
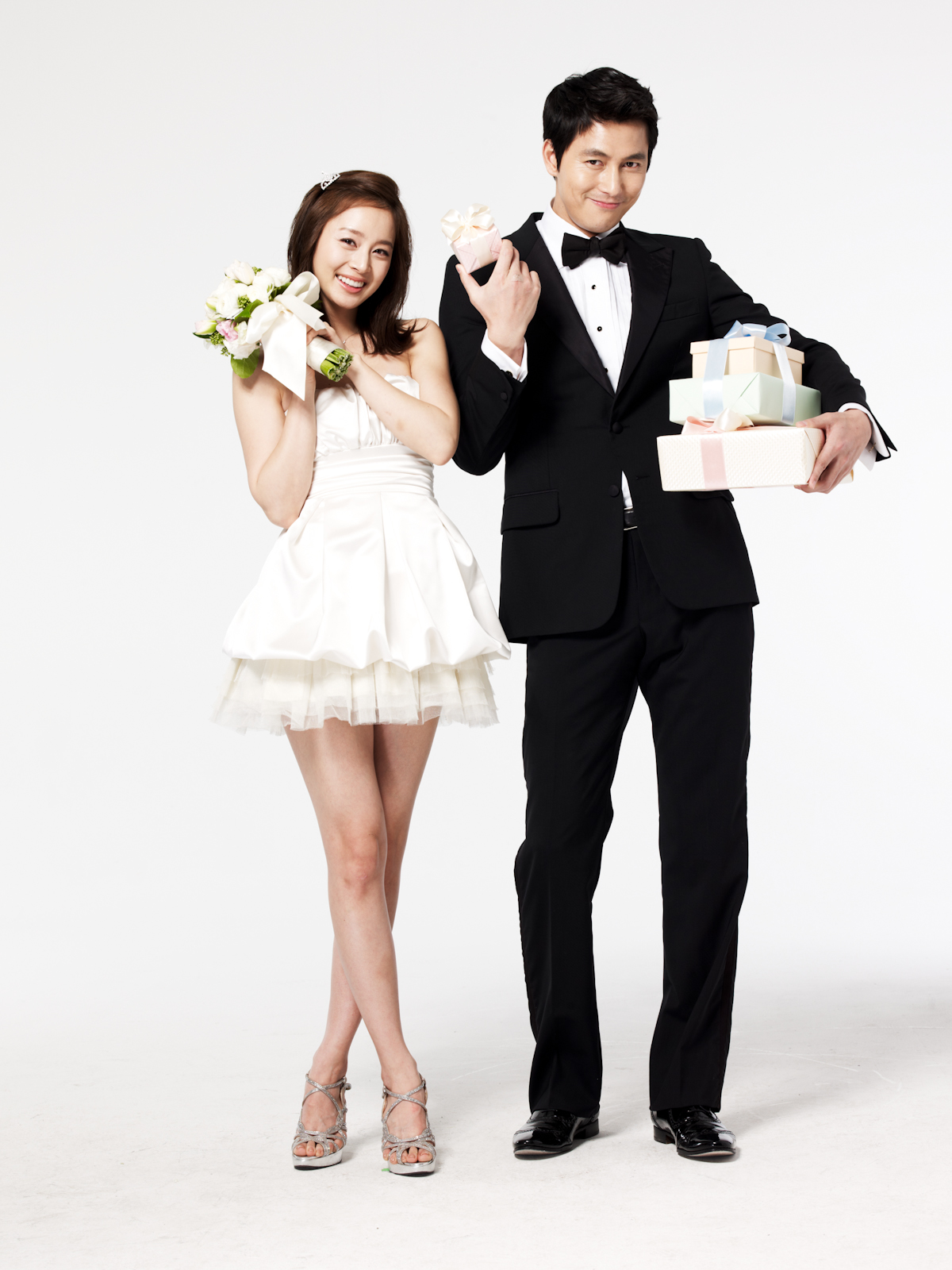
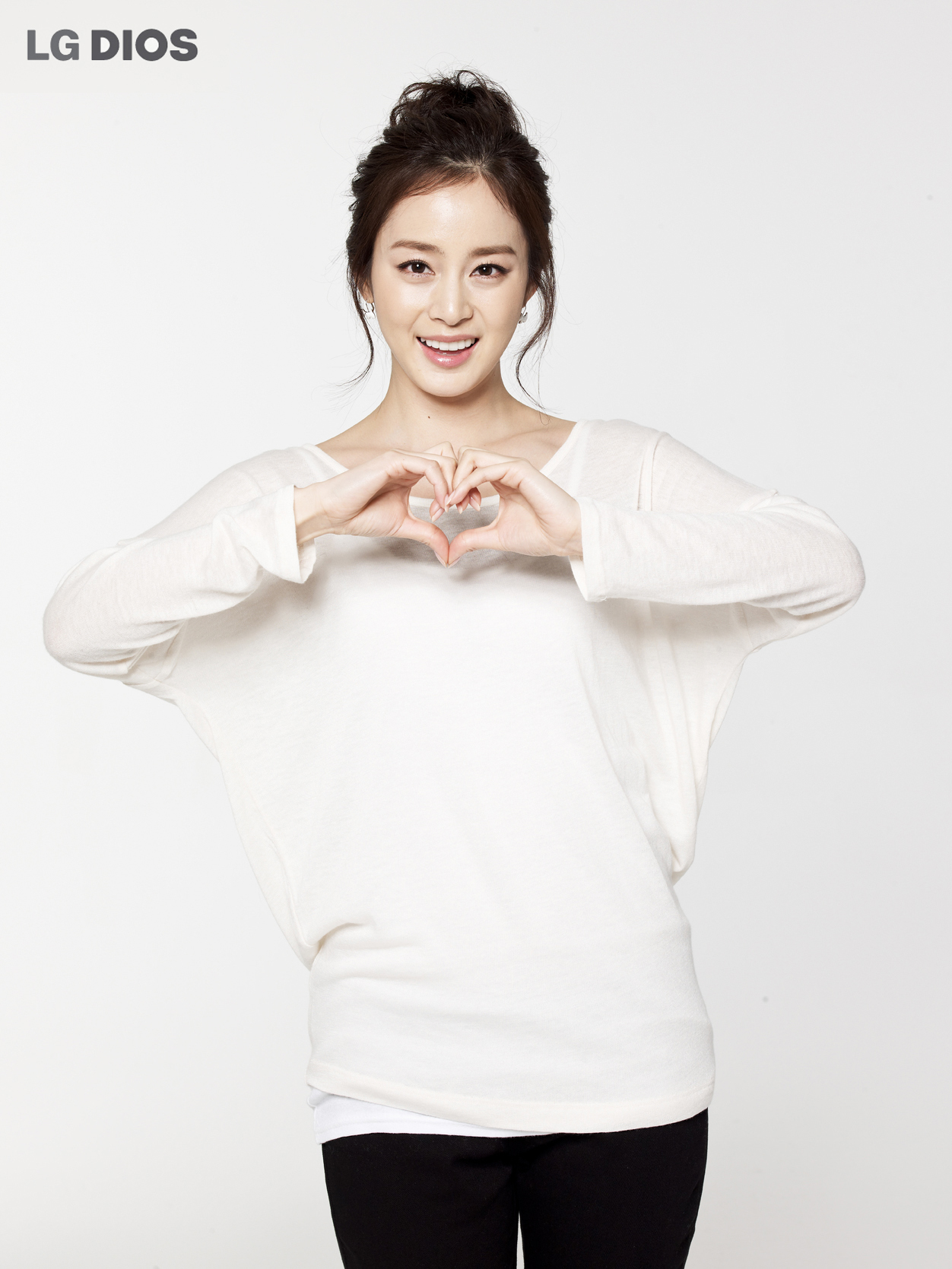
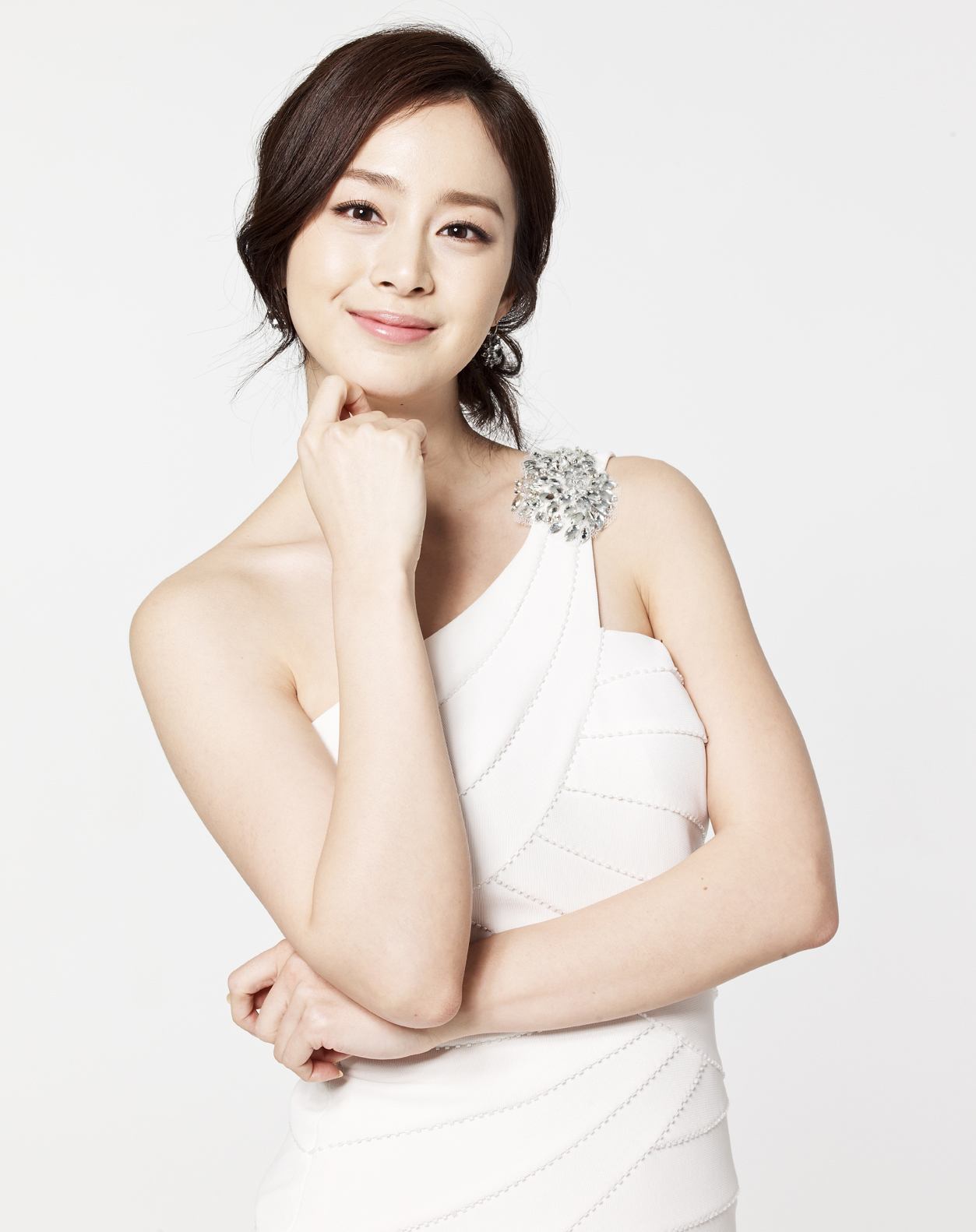
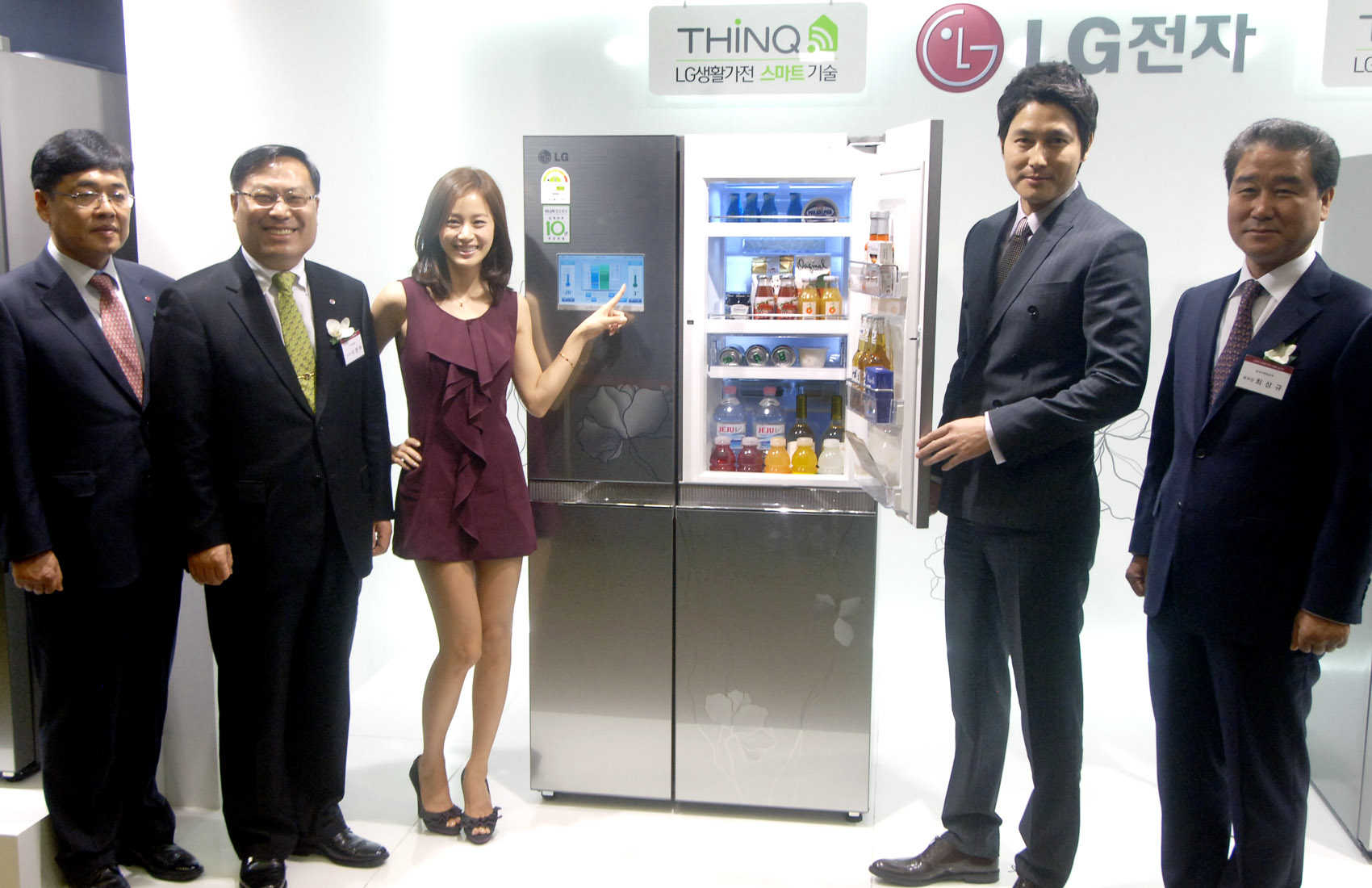

## Danh sách phim

### Phim truyền hình
| Năm  | Tựa đề                    | Vai            | Kênh    |
| ---- | ------------------------- | -------------- | ------- |
| 2002 | Let's Go                  | Tae-hee        | SBS     |
| 2003 | Screen                    | Kim So-hyun    | SBS     |
| 2003 | Rắc rối ở nhà em tôi      | Park Su-jin    | SBS     |
| 2003 | Nấc thang lên thiên đường | Han Yoo-ri     | SBS     |
| 2004 | Forbidden Love            | Yoon Shi-yeon  | KBS2    |
| 2004 | Chuyện tình Harvard       | Lee Soo-in     | SBS     |
| 2009 | Mật danh Iris             | Choi Seung-hee | KBS2    |
| 2011 | Công chúa của tôi         | Lee Seol       | MBC     |
| 2011 | 99 Ngày Với Ngôi Sao      | Han Yoo-na     | Fuji TV |
| 2013 | Tình sử Jang Ok-jung      | Jang Ok-jung   | SBS     |
| 2014 | Vương Hy Chi              |                |         |
| 2015 | Thiên tài lang băm        | Han Yeo Jin    | SBS     |
| 2020 | Chào mẹ, tạm biệt!        | Cha Yoo-ri     | TvN     |

### Phim điện ảnh
| Năm  | Tựa đề             | Vai                    |
| ---- | ------------------ | ---------------------- |
| 2001 | Last Present       | Park Jung-yeon lúc trẻ |
| 2002 | Living in New Town | Ji-soo                 |
| 2006 | The Restless       | So-hwa/Yon-hwa         |
| 2007 | Venus and Mars     | Yoon Jin-ah            |
| 2010 | Grand Prix         | Seo Ju-hee             |
| 2010 | Iris: The Movie    | Choi Seung-hee         |

### Video âm nhạc
| Năm  | Bài hát         | Nghệ sĩ                     |
| ---- | --------------- | --------------------------- |
| 2002 | "Letter"        | g.o.d.                      |
| 2003 | "Only"          | The Jun                     |
| 2004 | "Don't Go Away" | Park Yong-ha                |
| 2014 | "Koinonia"      | Korean Catholic celebrities |

## Giải thưởng và đề cử
| Năm  | Giải thưởng                          | Hạng mục                                        | Tác phẩm                     | Kết quả   |
| ---- | ------------------------------------ | ----------------------------------------------- | ---------------------------- | --------- |
| 2003 | SBS Drama Awards                     | New Star Award                                  | Nấc thang lên thiên đường    | Đoạt giải |
| 2004 | KBS Drama Awards                     | Best New Actress                                | Forbidden Love               | Đoạt giải |
| 2004 | SBS Drama Awards                     | Top 10 Stars                                    | Chuyện tình Harvard          | Đoạt giải |
| 2004 | SBS Drama Awards                     | Popularity Award, Actress                       | Chuyện tình Harvard          | Đoạt giải |
| 2005 | 41st Baeksang Arts Awards            | Most Popular Actress (TV)                       | Chuyện tình Harvard          | Đoạt giải |
| 2007 | 43rd Baeksang Arts Awards            | Most Popular Actress (Film)                     | The Restless                 | Đoạt giải |
| 2007 | 3rd Pyeongtaek Film Festival         | New Currents Movie Star - Best New Actress      | The Restless                 | Đoạt giải |
| 2007 | 15th Chunsa Film Art Awards          | Best New Actress                                | The Restless                 | Đề cử     |
| 2007 | 42nd Grand Bell Awards               | Overseas Popularity Award                       | The Restless                 | Đoạt giải |
| 2007 | 42nd Grand Bell Awards               | Best New Actress                                | The Restless                 | Đề cử     |
| 2007 | 28th Blue Dragon Film Awards         | Popular Star Award                              | The Restless                 | Đoạt giải |
| 2007 | 28th Blue Dragon Film Awards         | Best New Actress                                | The Restless                 | Đề cử     |
| 2007 | 6th Korean Film Awards               | Best New Actress                                | The Restless                 | Đề cử     |
| 2007 | Andre Kim Best Star Awards           | Female Star Award                               | —                            | Đoạt giải |
| 2009 | KBS Drama Awards                     | Best Couple Award with Lee Byung-hun            | Mật danh Iris                | Đoạt giải |
| 2009 | KBS Drama Awards                     | Excellence Award, Actress in a Mid-length Drama | Mật danh Iris                | Đoạt giải |
| 2010 | 46th Baeksang Arts Awards            | Best Actress (TV)                               | Mật danh Iris                | Đề cử     |
| 2010 | 3rd Korea Drama Awards               | Excellence Award, Actress                       | Mật danh Iris                | Đề cử     |
| 2011 | 6th Seoul International Drama Awards | Outstanding Korean Actress                      | My Princess                  | Đề cử     |
| 2011 | MBC Drama Awards                     | Top Excellence Award, Actress in a Miniseries   | My Princess                  | Đề cử     |
| 2013 | Cosmopolitan Beauty Awards           | Asia Dream Star                                 | —                            | Đoạt giải |
| 2013 | SBS Drama Awards                     | Excellence Award, Actress in a Drama Special    | Jang Ok-jung, Living by Love | Đề cử     |
| 2015 | Korea Drama Awads                    | Top Excellence Award, Actress                   | Yong-pal                     | Đoạt giải |
| 2015 | APAN Star Awards                     | Top Excellence Award, Actress in a Miniseries   | Yong-pal                     | Đề cử     |
| 2015 | SBS Drama Awards                     | Best couple award with Joo Won                  | Yong-pal                     | Đoạt giải |
| 2015 | SBS Drama Awards                     | Top 10 Stars                                    | Yong-pal                     | Đoạt giải |
| 2015 | SBS Drama Awards                     | Top Excellence Award, Miniseries, Actress       | Yong-pal                     | Đoạt giải |